# Alísion
Alísion o Alesièon (grec antic: Ἀλείσιον (en Homer) o Ἀλεσιαῖον) era una antiga ciutat del districte de la Pisàtida, a l'Èlide. Homer l'esmenta a la Ilíada, al Catàleg de les naus. Estrabó la situa a la via que travessava les muntanyes d'Elis i que es dirigia a Olímpia. No s'ha pogut localitzar.